# Теорема Вейля — Мінковського
Теорема Вейля — Мінковського — твердження у математиці щодо різних форм запису поліедральних конусів та опуклих поліедрів. Існує кілька різних форм теореми, які відомі також і під багатьма іншими назвами, зокрема теорема про вільний базис, теорема про представлення поліедрів та ін.

## Необхідні означення
Множина розв'язків системи нерівностей {\displaystyle Ax\leqslant b,} де {\displaystyle A} є дійсною матрицею розмірності {\displaystyle m\times n} називається опуклим поліедром або опуклим політопом. Термінологія може відрізнятися у різних джерелах, іноді опуклим політопом називають відповідну множину, якщо вона є обмеженою, а для загального випадку використовується термін опуклий поліедр, іноді у загальному випадку використовується термін опуклий політоп.
У випадку однорідної системи нерівностей {\displaystyle Ax\leqslant 0} множина розв'язків називається поліедральним конусом. Поліедральний конус {\displaystyle P} є опуклим конусом, тобто для {\displaystyle x,y\in P} і невід'ємних дійсних чисел {\displaystyle \alpha ,\beta } лінійна комбінація {\displaystyle \alpha x+\beta y\in P.}
Довільний опуклий конус {\displaystyle P} називається скінченнопородженим, якщо існують такі елементи {\displaystyle x_{1},\ldots ,x_{n}\in P,} що кожен елемент {\displaystyle x\in P} є невід'ємною лінійною комбінацією цих елементів, тобто {\displaystyle x=\sum _{i=1}^{n}\alpha _{i}x_{i},} де всі {\displaystyle \alpha _{i}\geqslant 0.}

## Твердження теореми

### Твердження для поліедральних конусів
Опуклий конус {\displaystyle P} є поліедральним тоді і тільки тоді коли він є скінченно породженим. 
Із відповідних визначень твердження можна подати у матричній формі. Опуклий конус можна записати як {\displaystyle P=\{x\ |\ Ax\leqslant 0\}} для деякої матриці {\displaystyle A} розмірності {\displaystyle m\times n} тоді і тільки тоді коли існує матриця {\displaystyle B} розмірності {\displaystyle n\times k,} що {\displaystyle P=\{x\ |\ x=By,\ y=\mathbb {R} ^{k},y\geqslant 0\}.}

### Твердження для опуклих поліедрів
Для опуклого поліедра {\displaystyle P} (який задається системою нерівностей {\displaystyle Ax\leqslant b}) існують такі {\displaystyle r} векторів {\displaystyle \mathbf {x} _{1},\ldots ,\mathbf {x} _{r}} і {\displaystyle s} векторів {\displaystyle \mathbf {x} _{r+1},\ldots ,\mathbf {x} _{r+s},} що довільну точку {\displaystyle x\in P} можна записати як:
{\displaystyle x=\sum _{i=1}^{r}\alpha _{i}\mathbf {x} _{i}+\sum _{j=1}^{s}\beta _{j}\mathbf {x} _{r+j},\quad \alpha _{i},\beta _{j}\geqslant 0,\sum _{i=1}^{r}\alpha _{i}=1.}

#### Наслідок
Якщо опуклий поліедр {\displaystyle P} є обмеженим, то він є опуклою комбінацією своїх вершин. Тобто кожна точка записується як {\displaystyle x=\sum _{i=1}^{r}\alpha _{i}\mathbf {x} _{i},\quad \alpha _{i}\geqslant 0,\sum _{i=1}^{r}\alpha _{i}=1,} де всі {\displaystyle x_{i}} є вершинами поліедра.

## Доведення

### Доведення для конусів
Нехай задано, що {\displaystyle P=\{x\ |\ x=By,\ y=\mathbb {R} ^{k},y\geqslant 0\}}  для деякої матриці {\displaystyle B} розмірності {\displaystyle n\times k.}  Потрібно довести, що існує деяка матриця {\displaystyle A} розмірності {\displaystyle m\times n}, що також  {\displaystyle Ax\leqslant 0} для всіх {\displaystyle x\in P} і тільки для них. Дана частина теореми називається теоремою Вейля.
Теорема Вейля є простим наслідком застосування методу Фур'є — Моцкіна. Для цього початкову систему рівнянь і нерівностей треба переписати як еквівалентну систему нерівностей виду:
{\displaystyle x-By\leqslant 0,\ -x+By\leqslant 0,\ -y\leqslant 0.}
Після k кроків застосування методу Фур'є — Моцкіна одержується система необхідного виду {\displaystyle Ax\leqslant 0.}
Для доведення оберненого твердження, яке також називається просто теоремою Мінковського нехай для деякої множини {\displaystyle X\subset \mathbb {R} ^{n}} через {\displaystyle X^{d}} позначено двоїсту множину тобто множину таких {\displaystyle y\in \mathbb {R} ^{n}} для яких {\displaystyle y^{T}x\leqslant 0,\ \forall x\in X.}
Якщо {\displaystyle P=\{x\ |\ Ax\leqslant 0\}}  то із леми Фаркаша випливає, що {\displaystyle P^{d}} є множиною всіх невід'ємних лінійних комбінацій стовпців матриці {\displaystyle A^{T}}, тобто {\displaystyle P^{d}=\{y\ |\ y=A^{T}z,\ z=\mathbb {R} ^{m},z\geqslant 0\}} і також {\displaystyle (P^{d})^{d}=P.}  Із доведеної теореми Вейля випливає існування матриці {\displaystyle B} для якої {\displaystyle P^{d}} є множиною розв'язків нерівностей {\displaystyle B^{T}y\leqslant 0.} Тоді кожна невід'ємна лінійна комбінація стовпців матриці {\displaystyle B} належить {\displaystyle (P^{d})^{d}=P} і згідно леми Фаркаша {\displaystyle P} є множиною всіх таких комбінацій, тобто {\displaystyle P=\{x\ |\ x=Bz,\ z=\mathbb {R} ^{k},z\geqslant 0\},} що завершує доведення.

### Доведення для опуклих поліедрів
Нехай {\displaystyle P=\{x\ |\ Ax\leqslant b\}} є опуклим поліедром у просторі {\displaystyle \mathbb {R} ^{n}.} Розглядаючи простір {\displaystyle \mathbb {R} ^{n+1}} і ввівши додаткову змінну можна розглянути поліедральний конус заданий нерівностями {\displaystyle Ax-bx_{n+1}\leqslant 0,\ -x_{n+1}\leqslant 0.} Поліедр {\displaystyle P} є перетином цього конуса із гіперплощиною {\displaystyle x_{n+1}=1.}
Згідно варіанту теореми для опуклих конусів кожна точка поліедрального конуса є невід'ємною лінійною комбінацією деякої скінченної множини векторів  {\displaystyle \mathbf {x} _{1},\ldots ,\mathbf {x} _{r+s}} і ці вектори можна вибрати і упорядкувати так, що у перших {\displaystyle r} із них останні координати будуть рівні 1, а в останніх {\displaystyle s} векторів остання координата є рівною 0. Тоді довільна точка конуса є невід'ємною лінійною комбінацією {\displaystyle x=\sum _{i=1}^{r}\alpha _{i}x_{i}+\sum _{j=1}^{s}\beta _{j}x_{r+j},\quad \alpha _{i},\beta _{j}\geqslant 0.} Ця точка належить гіперплощині {\displaystyle x_{n+1}=1} тоді і тільки тоді, коли додатково {\displaystyle \sum _{i=1}^{r}\alpha _{i}=1,} що завершує доведення теореми Мінковського для опуклих поліедрів.
Для теореми Вейля, нехай {\displaystyle P}  є множиною усіх елементів виду {\displaystyle x=\sum _{i=1}^{r}\alpha _{i}\mathbf {x} _{i}+\sum _{j=1}^{s}\beta _{j}\mathbf {x} _{r+j},\quad \alpha _{i},\beta _{j}\geqslant 0,\sum _{i=1}^{r}\alpha _{i}=1,} де всі точки належать простору {\displaystyle \mathbb {R} ^{n}.} Розглядаючи простір {\displaystyle \mathbb {R} ^{n+1}} і ввівши додаткову змінну можна розглянути опуклий скінченнопороджений конус, що є невід'ємною лінійною комбінацією векторів {\displaystyle {\tilde {\mathbf {x} }}_{i},{\tilde {\mathbf {x} }}_{r+j},} де перші n координат усіх цих векторів є рівними відповідним координатам векторів {\displaystyle \mathbf {x} _{i},\mathbf {x} _{r+j},} остання координата векторів {\displaystyle {\tilde {\mathbf {x} }}_{i},\ i=1,\ldots ,r} є рівною 1, а остання координата векторів {\displaystyle {\tilde {\mathbf {x} }}_{r+j},\ j=1,\ldots ,s} є рівною 0. Тоді початковий поліедр є перетином скінченнопородженого конуса і гіперплощини {\displaystyle x_{n+1}=1.}
Згідно із варіанту теореми для опуклих конусів. Скінченнопороджений конус також є множиною розв'язків деякої системи нерівностей {\displaystyle A'x\leqslant 0} від n+1 змінної. Прийнявши {\displaystyle x_{n+1}=1} одержується система виду {\displaystyle Ax\leqslant b} від n змінних, яка і визначає опуклий поліедр.

## Представлення поліедрів
Варіант теореми Вейля — Мінковського для поліедрів стверджує, що довільний поліедр є сумою опуклої оболонки деяких своїх точок і деякого скінченно породженого опуклого конуса. Деякі додаткові твердження, які уточнюють точки і вектори у такому представленні також іноді називають на честь Мінковського, Вейля, а також Фаркаша, Моцкіна та ін.
Точка поліедра називається вершиною (або екстремальною точкою), якщо вона не є серединою деякого відрізка, що повністю належить поліедру. Також для довільного поліедра можна ввести множини:
{\displaystyle L(P)=\{z\ |\ x+az\in P,\ \forall x\in P,a\in \mathbb {R} \}}
{\displaystyle C(P)=\{z\ |\ x+az\in P,\ \forall x\in P,a\geqslant 0\}}
Якщо {\displaystyle P=\{x\ |\ Ax\leqslant b\}}, то еквівалентно {\displaystyle L(P)=\{z\ |\ Az=b\}} і {\displaystyle C(P)=\{z\ |\ Az\leqslant b\}.}
Поліедр має екстремальні точки тоді і тільки тоді, коли {\displaystyle L(P)=\{0\}} і є обмеженим, тобто політопом, тоді і тільки тоді, коли {\displaystyle C(P)=\{0\}.} Якщо {\displaystyle L(P)=\{0\}} то у твердженні теореми Вейля — Мінковського для поліедрів можна розглядати суму опуклої комбінації вершин поліедра і конуса {\displaystyle C(P).} Елементи {\displaystyle C(P)} натомість можна записати через невід'ємну лінійну комбінацію скінченної кількості векторів, які є екстремальними у {\displaystyle C(P)} у розімінні, що якщо {\displaystyle x=ax_{1}+bx_{2},\ \ x_{1},x_{2}\in P,\ a,b\geqslant 0}, то {\displaystyle x=x_{1}=x_{2}.} Тобто у цьому випадку твердження теореми Вейля — Мінковського можна подати у виді, що довільний поліедр є сумою опуклої оболонки своїх вершин і опуклого конуса породженого своїми екстремальними векторами.
Якщо конус не має екстремальних точок, твердження теореми Вейля — Мінковського можна уточнити розглянувши мінімальні грані поліедра. Якщо {\displaystyle P=\{x\ |\ Ax\leqslant b\}}, то мінімальними гранями будуть множини розв'язків різних систем рівнянь виду {\displaystyle A'z=b'}, де {\displaystyle A',b'} одержані із початкових систем вибором максимальної лінійно незалежної системи рядків матриці {\displaystyle A'}. Якщо кількість рівнянь у цій системі буде рівною розмірності простору то мінімальна грань буде екстремальною точкою, адже тоді очевидно {\displaystyle L(P)=\{z\ |\ Az=b\}=\{0\}.} Якщо мінімальні грані не є вершинами то накожній з них можна вибрати довільну точку. Тоді поліедр буде сумою опуклої комбінації цих точок і конуса {\displaystyle C(P).} Елементи {\displaystyle C(P)} натомість можна записати, наприклад, як суму лінійної комбінації базиса лінійного простору {\displaystyle L(P)} і невід'ємної лінійної комбінації екстремальних векторів конуса одержаного перетином {\displaystyle C(P)} і ортогонального доповнення до {\displaystyle L(P)}.
Разом у випадку відсутності екстремальних точок у теоремі Вейля — Мінковського можна взяти опуклу комбінацію обраних точок мінімальних граней і невід'ємну лінійну комбінацію базисних векторів простору {\displaystyle L(P)}, їх від'ємних векторів і екстремальних векторів конуса одержаного перетином {\displaystyle C(P)} і ортогонального доповнення до {\displaystyle L(P)}.